# 에코 밸리
"에코 밸리"(영어: Echo Valley)는 2025년 개봉한 미국의 스릴러 영화로, 마이클 피어스가 감독을 맡았다.

## 출연

### 주연
- 줄리안 무어 : 케이트 개럿슨 역
- 시드니 스위니 : 클레어 개럿슨 역

### 조연
- 도널 글리슨 : 재키 로슨 역
- 피오나 쇼 : 레슬리 올리버 역
- 에드먼드 도노번 : 라이언 싱클레어 역